# باغ تندیس تورنتو
باغ تندیس تورنتو (انگلیسی: Toronto Sculpture Garden) در شماره ۱۱۵ خیابان کینگ شرقی شهر تورنتو و در بوستان کوچکی به ابعاد ۲۵ متر در ۳۰ متر واقع شده است. این باغ تندیس در سال ۱۹۸۱ بنیاد نهاد شده است.

ویژگی اصلی باغ تندیس، چشمه آبشاری است که در امتداد دیوار شرقی قرار دارد. باغ تندیس تورنتو آثار هنری تندیسگران مختلفی را به صورت موقت به نمایش می‌گذارد و در طرح‌هایی تا سقف ۲۰ میلیون دلار همکاری می‌کند.

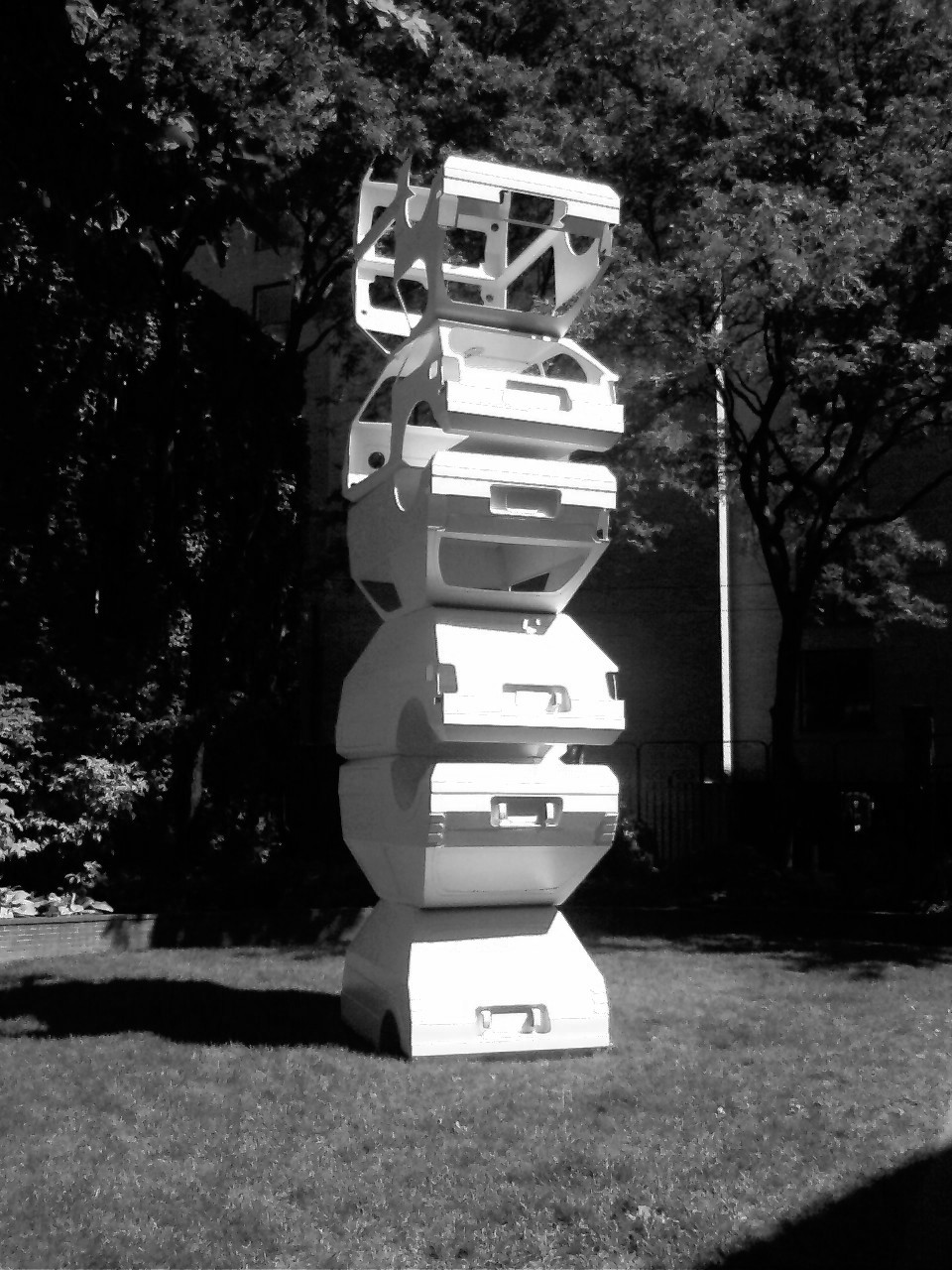
جد لیند،طلا، نقره و سرب، باغ تندیس تورنتو ۲۰۱۳